# Londa (Toskana)
Londa ist eine Gemeinde mit 1826 Einwohnern (Stand 31. Dezember 2023) in der Metropolitanstadt Florenz in der Region Toskana in Italien.

## Geografie

Lage von Londa in der Metropolitanstadt Florenz

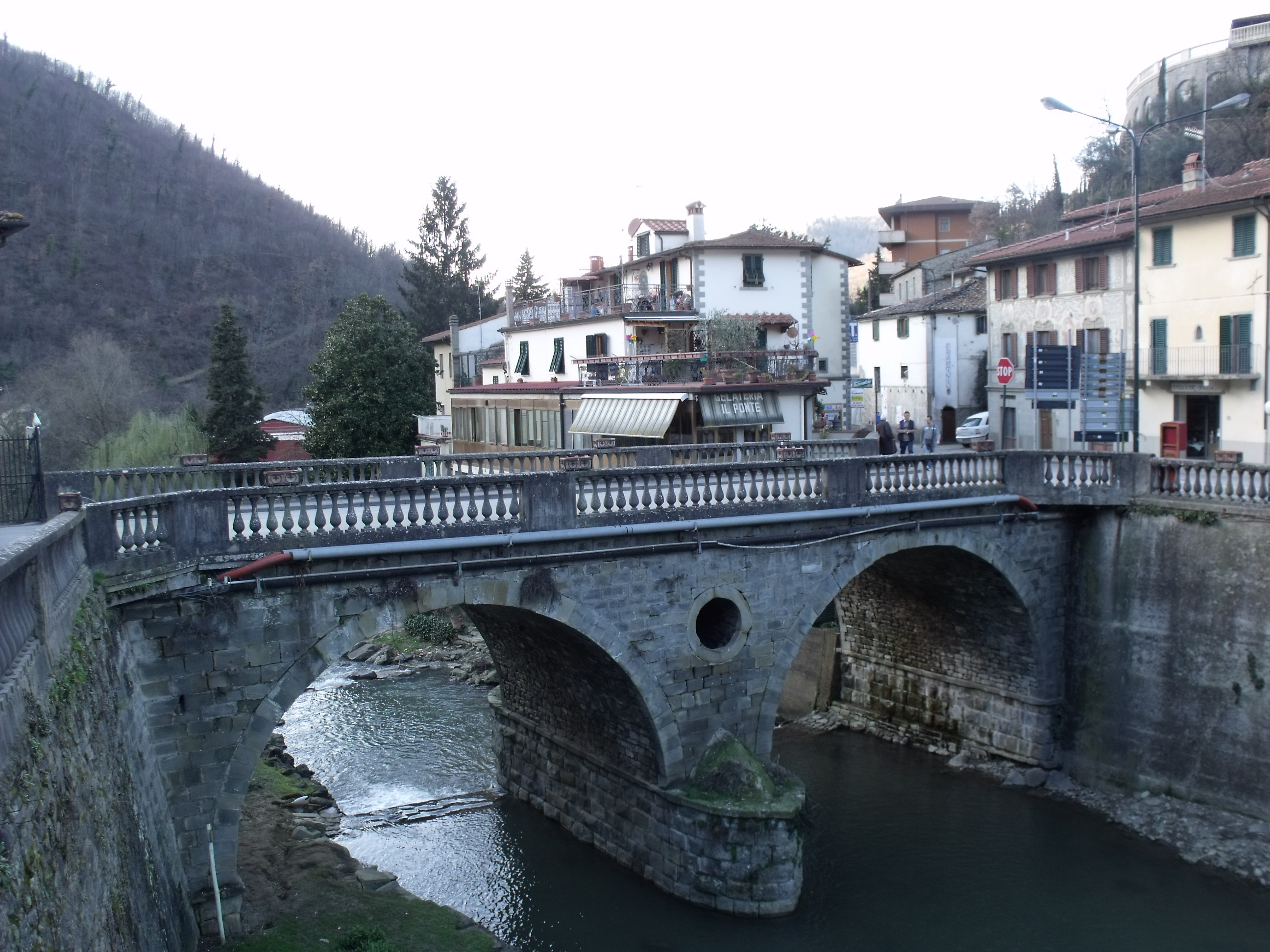
Die Brücke Ponte sul Rincine über den Fluss Rincine vor dem Ortszentrum Londas, 1871 entstanden

Die Gemeinde erstreckt sich über etwa 59 km². Sie liegt rund 30 km nordöstlich der Provinz- und Regionalhauptstadt Florenz an den Flüssen Rincine (alle 6 km im Gemeindegebiet) und Moscia (5 von 14 km im Gemeindegebiet) und ist Teil der Comunità montana Montagna Fiorentina.
Zu den Ortsteilen zählen Bucigna, Caiano, Caspriano, Fornace, Petroio, Rata, Rincine, Sambucheta, San Leolino, Vicorati und Vierle.
Die Nachbargemeinden sind Dicomano, Pratovecchio (AR), Rufina, San Godenzo und Stia (AR).

## Geschichte
Der Ort wurde wahrscheinlich schon von den Etruskern bewohnt. Hier wurden Spuren dieser aus dem 6. Jahrhundert v. Chr. gefunden. Die Grabstele, die sich heute im Archäologischen Nationalmuseum von Florenz befinden, werden auf das 5. Jahrhundert v. Chr. datiert. Viele der Ortsteile, wie z. B. Bucina, Caiano, Caspriano und Petronio, sind römischen Ursprungs, die die Gegend um das 3. Jahrhundert n. Chr. besiedelten. 
Im Mittelalter wurde der Ort von den Guidi und danach von den Grafen Bardi kontrolliert, bis er 1375 an Florenz fiel. Kommune wurde die Gemeinde 1776 durch ein Dekret von Leopold II., freie Kommune wurde sie allerdings erst 1835. Schwer beschädigt wurde der Ort 1929 durch ein Erdbeben und 1944 durch den Zweiten Weltkrieg, in dem die Brücke zerstört wurde. Der Name des Ortes bezieht sich wahrscheinlich auf das Wort L’onda (Die Welle), bezogen auf die beiden Flüsse, die den Ort durchqueren.

## Sehenswürdigkeiten

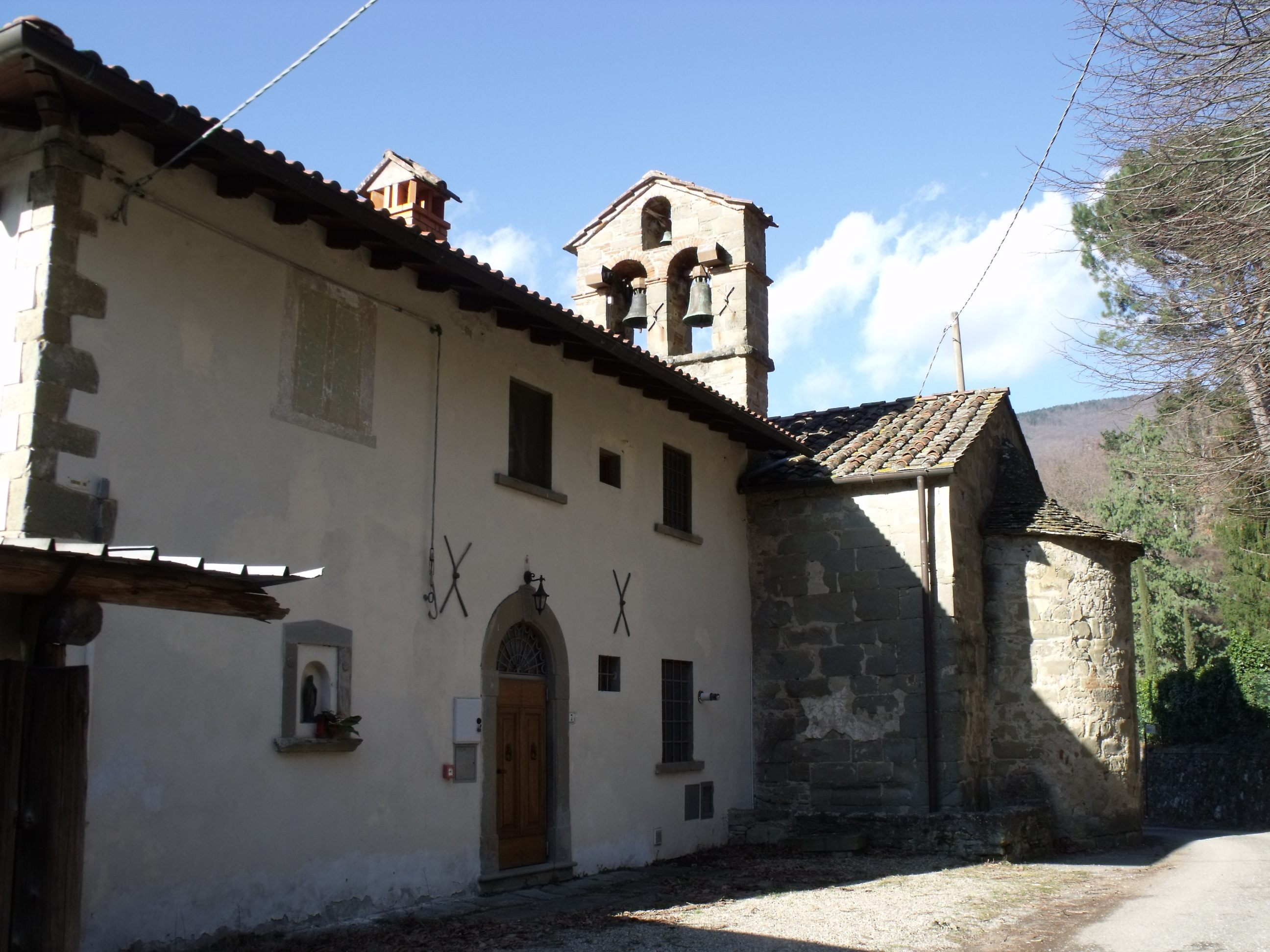
Die Pfarrkirche Pieve di Sant’Elena im Ortsteil Rincine

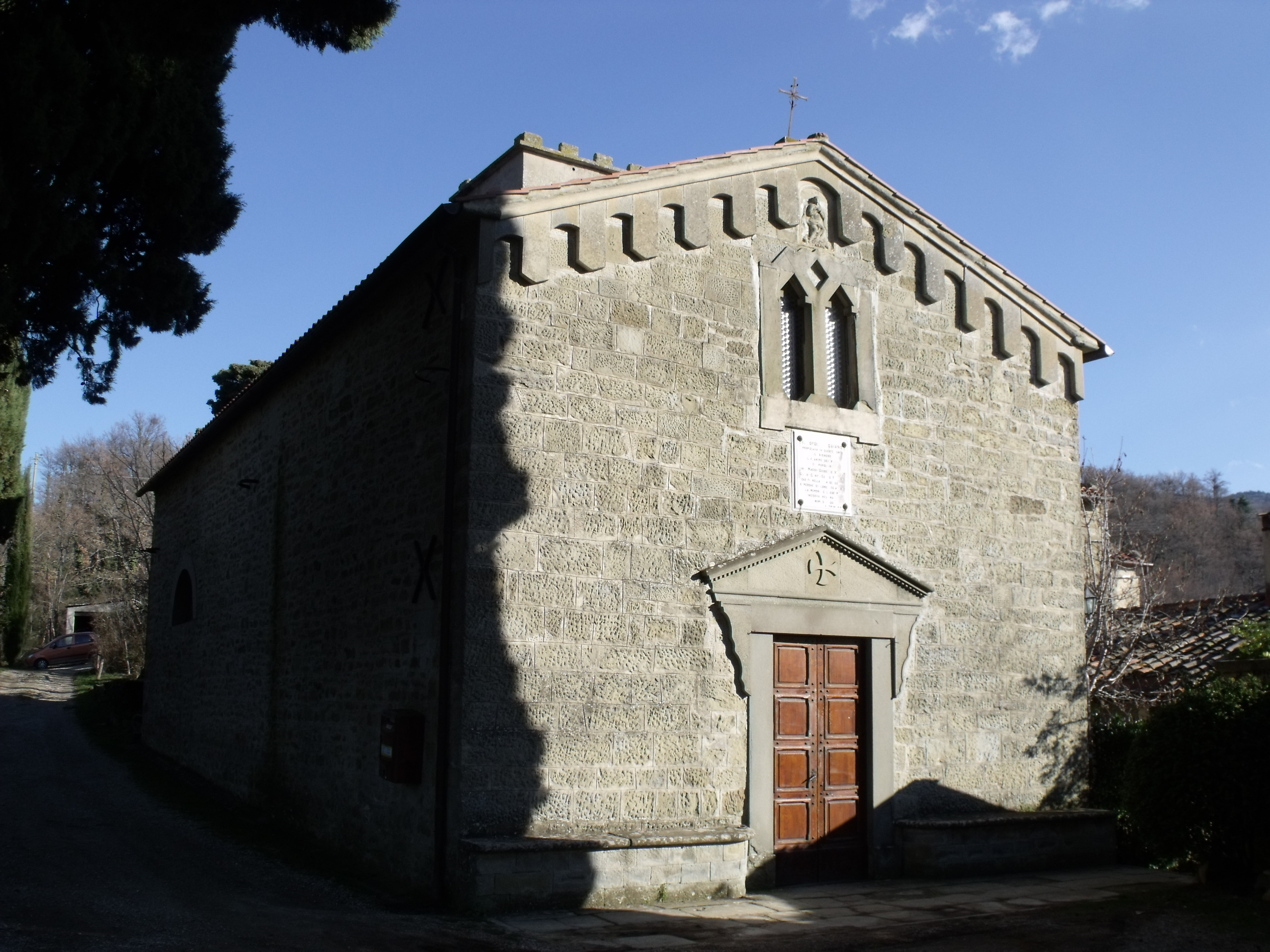
Die Kirche Chiesa di Santa Maria a Caiano im Ortsteil Caiano

- Chiesa di Santa Maria a Caiano, bereits 1276 erwähnte Kirche im Ortsteil Caiano.
- Chiesa di Santa Maria a Rata, Kirche aus dem 12. Jahrhundert im Ortsteil Rata.
- Chiesa di San Lorenzo a Fornace, Kirche aus dem 12. Jahrhundert im Ortsteil Fornace.
- Oratorio di Montedomini, Oratorium aus dem 16. Jahrhundert im Ortsteil Vicorati.
- Pieve di San Leolino, Pieve, erstmals erwähnt 1103, wahrscheinlich aber älter.
- Pieve di Sant’Elena a Rincine, Pieve im Ortsteil Rincine, bereits 1274 erwähnt, enthält das Werk Madonna col Bambino e quattro santi von Benedetto Buglioni.

## Veranstaltungen
- Palio della Brocca: Der Palio findet in den ersten beiden Juliwochen statt und ist nach dem zu gewinnenden und mit Wein gefüllten Krug (Brocca) benannt. Die Veranstaltung ist seit dem 13. Jahrhundert bekannt und wird seit 2003 wieder durchgeführt. Hierbei treten die Ortsteile Caiano, Fornace, Petroio, Rata, Rincine und Vierle sowie der Hauptort Londa und seit 2009 Vicorati gegeneinander an. Von den acht Orten erreichen vier das Finale, wo sie sich in sechs verschiedenen Wettbewerben messen. Dazu gehören unter anderem Stelzenlauf und Tauziehen. Den ersten Wettbewerb nach der Wiederaufnahme gewann Rata, danach gewann Caiano dreimal den Krug.[4]

## Gemeindepartnerschaften
- Brzeszcze, Polen, seit 2008.[5]